# Dire quasi la stessa cosa
Dire quasi la stessa cosa, sottotitolato Esperienze di traduzione, è una raccolta di saggi di Umberto Eco pubblicata nel 2003 presso Bompiani, su temi di teoria della traduzione, che partono dal racconto dell'esperienza personale come traduttore, redattore di traduzioni altrui o autore tradotto da altri.
I racconti sono basati sia su conferenze e seminari tenuti alle università di Toronto, Oxford e Bologna, sia su altri studi e riflessioni, dall'introduzione agli Esercizi di stile di Queneau (tradotti nel 1983), a quella a Sylvie di Nerval (tradotto nel 1999), passando per La ricerca della lingua perfetta (1993), e per l'introduzione alla traduzione trilingue di Anna Livia Plurabelle di James Joyce (nella collana "Scrittori tradotti da scrittori" di Einaudi, 1996), fino ad articoli scritti per la rivista "VS" (n. 82, 1999 e n. 85-87, 2000).
Pur non avendo pretesa di studio finale su un problema che resta aperto, il libro raccoglie riflessioni prodotte in una lunga attività critica e semiotica. Il genere adottato è vicino a un'autobiografia scientifica e letteraria parziale dell'autore: evita il problema delle lingue classiche, sfiora appena quello dell'adattamento tra diversi mezzi di comunicazione, come dal romanzo al cinematografo, e racconta l'attività editoriale e di insegnamento, non solo per aneddoti.
Tra gli studiosi di riferimento L. Hjelmslev (con le categorie di "forma" e "sostanza"), A. J. Greimas, Roman Jakobson e i formalisti russi, C. S. Peirce (con il concetto di "interpretante") e in genere l'ermeneutica collegata a Gadamer, Lawrence Venuti (per i concetti di "domesticating" e "foreignizing"), George Steiner (con il suo pioneristico After Babel) ecc.
Tra gli autori usati come esempi, oltre ai citati, Charles Baudelaire, Collodi, Dante, Manzoni, Montale, Poe e la Bibbia.
Interessante il confronto con i sistemi di traduzione automatica a disposizione allora (Babel Fish di Altavista), molto più imprecisi di quelli attuali.

## Contenuto
- Introduzione
- 1. I sinonimi di AltaVista
  - 1.1. Equivalenza di significato e sinonimia
  - 1.2. Capire i contesti
- 2. Dal sistema al testo
  - 2.1. La presunta incommensurabilità di sistemi
  - 2.2. La traduzione riguarda mondi possibili
  - 2.3. I testi come sostanze
- 3. Reversibilità ed effetto
  - 3.1. La reversibilità ideale
  - 3.2. Un continuum di reversibilità
  - 3.3. Far sentire
  - 3.4. Riprodurre lo stesso effetto
- 4. Significato, interpretazione, negoziazione
  - 4.1. Significato e interpretanti
  - 4.2. Tipi cognitivi e contenuti nucleari
  - 4.3. Negoziare: topo o ratto?
- 5. Perdite e compensazioni
  - 5.1. Perdite
  - 5.2. Perdite per accordo tra le parti
  - 5.3. Compensazioni
  - 5.4. Evitare di arricchire il testo
  - 5.5. Migliorare il testo?
  - 5.6. Compensare rifacendo
- 6. Riferimento e senso profondo
  - 6.1. Violare il riferimento
  - 6.2. Riferimento e stile
  - 6.3. Riferimento e storia "profonda"
  - 6.4. Livelli di fabula
  - 6.5. I riferimenti dei rebus e il rebus di riferimento
- 7. Fonti, foci, delta, estuari
  - 7.1. Tradurre da cultura a cultura
  - 7.2. La ricerca di Averroè
  - 7.3. Alcuni casi
  - 7.4. Fonte e destinazione
  - 7.5. Addomesticare e straniare
  - 7.6. Modernizzare e arcaicizzare
  - 7.7. Situazioni miste
  - 7.8. Ancora sulla negoziazione
- 8. Far vedere
  - 8.1. Ipotiposi
  - 8.2. La stanza della zia
  - 8.3. Ekfrasi
- 9. Far sentire il rinvio intertestuale
  - 9.1. Suggerire l'intertesto al traduttore
  - 9.2. Difficoltà
- 10. Interpretare non è tradire
  - 10.1. Jakobson e Peirce
  - 10.2. La linea ermeneutica
  - 10.3. Tipi di interpretazione
  - 10.4. Interpretazione intrasemiotica
  - 10.5. Interpretazione intralinguistica o riformulazione
  - 10.6. Prima interpretare, poi tradurre
  - 10.7. Lectio difficilior
  - 10.8. Esecuzione
- 11. Quando cambia la sostanza
  - 11.1. Variazioni di sostanza in altri sistemi semiotici
  - 11.2. Il problema della sostanza nella traduzione tra due lingue naturali
  - 11.3. Tre formule
  - 11.4. La sostanza in poesia
  - 11.5. Il quasi della traduzione poetica
- 12. Il rifacimento radicale
  - 12.1. Il caso Queneau
  - 12.2. Il caso Joyce
  - 12.3. Casi di frontiera
- 13. Quando cambia la materia
  - 13.1. Parasinonimia
  - 13.2. Trasmutazioni o adattamenti
  - 13.3. Trasmutazioni per manipolazione
  - 13.4. Far vedere il non detto
  - 13.5. Non far vedere il detto
  - 13.6. Isolare un livello del testo a fronte
  - 13.7. Far vedere altro
  - 13.8. Adattamento come nuova opera
- 14. Lingue perfette e colori imperfetti
  - 14.1. Tertium comparationis
  - 14.2. Paragonare le lingue
  - 14.3. Traduzione e ontologia
  - 14.4. Colori
  - 14.5. Ultimo folio
- Riferimenti bibliografici
- Traduzioni citate
- Indice dei nomi

## Edizioni
- Umberto Eco, Dire quasi la stessa cosa, Bompiani, 2003, ISBN 978-88-452-6605-8.